# ¡Felicidades!
¡Felicidades! es el cuarto álbum de estudio y el primer álbum navideño de la boy band puertorriqueña Menudo, lanzado en 1979 por la discográfica Padosa. Presenta a los hermanos Meléndez — Carlos, Óscar y Ricky — junto con Fernando Sallaberry y René Farrait. Este sería el último álbum en el que aparecería Carlos Meléndez, ya que alcanzó el límite de edad del grupo, fijado en 15 años, a principios de 1980, siendo sustituido por Johnny Lozada.

## Divulgación
Como parte de su promoción, el grupo se presentó en programas de televisión. En diciembre de 1979, en vísperas del año nuevo de 1980, participaron en el programa español 300 Millones del canal La 1, donde interpretaron cuatro canciones del álbum.

## Desempeño comercial
El fonograma no se lanzó en su totalidad en los Estados Unidos, pero en 1983, la discográfica Profono incluyó seis de las diez canciones de la lista de temas en una compilación que reunía íntegramente el segundo álbum navideño del quinteto, Es Navidad de 1980. Esta compilación tuvo éxito comercial, apareciendo en la lista de éxitos de álbumes latinos de la revista Billboard. Las otras cuatro canciones de ¡Felicidades! no se incluyeron en otros lanzamientos de la discografía de Menudo.

## Lista de canciones
| N.º | Título                  | Escritor(es)      | Cantante                                | Duración |  |
| 1.  | «El chiji navideño»     | Hermínio de Jesus | Grupo                                   |          |  |
| 2.  | «Ensillando mi caballo» | D. R.             | Carlos Meléndez and Fernando Sallaberry |          |  |
| 3.  | «Naqui quiñaqui»        | H. de Jesus       | Grupo                                   |          |  |
| 4.  | «Noche de paz»          | D. R.             | René Farrait                            |          |  |
| 5.  | «Arre, caballito»       | H. de Jesus       | Oscar Meléndez                          |          |  |
| 6.  | «Eso es lo mío»         | H. de Jesus       | Oscar Meléndez and René Farrait         |          |  |
| 7.  | «A la banda de Allá»    | D. R.             | Fernando Sallaberry and René Farrait    |          |  |
| 8.  | «Me siento niño»        | Leida E. Colon    | Ricky Meléndez                          |          |  |
| 9.  | «Fue tu voz»            | Antonio Morales   | Carlos Meléndez                         |          |  |
| 10. | «Plena borinqueña»      | D. R.             | Fernando Sallaberry                     |          |  |